# サンボウカン
サンボウカン（三宝柑、学名：Citrus sulcata hort. ex. Ik. Takahashi）は、ミカン科の柑橘類のひとつ。サンポウカンともいう。また春の季語にも用いられる。

## 特徴
和歌山県の特産品である。和歌山県湯浅町栖原地区で主に生産され、「栖原三宝柑」と呼ばれている。果実の形状としてはダルマ形でデコポンに似て果底（蔕の周辺）の部分が膨らんでいる。果皮は柔らかくて剥きやすいが、かなり厚く果肉は少なく、種が非常に多い。果肉の色は濃黄色で果汁が多く爽やかな味わいであるものの、「す上がり」（果肉がパサパサの米粒のようになること）になりやすい。
ナツミカンが出回る季節の前の果物として重宝された時代があり、最盛期の昭和40年代は栖原地区で2000 トン以上生産されていた。2010年現在では150 トン程度である。和歌山県全体の収穫量は2010年で763 トンであり、日本全体の98.5%を占めている。
長野県銘菓「みすず飴」の6種の味のひとつとして長らく用いられている（他の5種はアンズ、ウメ、ブドウ、モモ、リンゴ）。

## 来歴
江戸時代文政年間（1818年 - 1829年）に和歌山藩士野中為之助の邸内にあった木が原木とされる。非常に珍しかったので藩主の徳川治宝公に献上したところ、「三宝柑」の名称をつけて、藩外移出禁止を命じ、一般人の植栽を許可しなかった。名前の由来は、その珍しさ故に三方に載せて和歌山城の殿様に献上されていたことからと言われている。
学名は、(高橋郁郎 1913)によるが、現在一般には分類学上の真正の種だとは認められない傾向にあり（田中長三郎が提唱したミカン属160種のほとんどと同様である）、親株の明確でない交配種とみなされる。